# Macho

El símbolo del dios romano, Marte, se usa para representar el sexo masculino.

Un macho es un organismo eucariota de reproducción sexual que produce espermas como gametos con el fin de que se fusionen con gametos de la hembra y producir la fecundación. Un macho no puede reproducirse sexualmente sin acceso al menos a un óvulo de una hembra, pero algunos eucariotas pueden reproducirse tanto sexual como asexualmente. La mayoría de los animales machos, como los humanos machos, tienen un cromosoma Y que codifica la producción de mayores cantidades de testosterona para desarrollar los órganos reproductores masculinos. No todas las especies comparten un sistema común de determinación del sexo. En la mayoría de los animales, incluidos los seres humanos, el sexo se determina genéticamente; sin embargo, especies como Cymothoa exigua cambian de sexo dependiendo del número de hembras presentes en el lugar. Un macho no puede reproducirse sexualmente sin acceso a los gametos de una hembra, pero, en algunas especies, los machos pueden reproducirse por sí mismos asexualmente, por ejemplo mediante androgénesis.

## Descripción general
El patrón repetido es la reproducción sexual en especies isógamas, con dos o más tipos de apareamiento con gametos de forma y comportamiento idénticos (pero diferentes a nivel molecular) a especies anisógamas con gametos de tipos masculinos y femeninos, o a especies oogamas en las que el gameto femenino es mucho más grande que el masculino y no tiene capacidad para moverse. Hay un buen argumento de que este patrón fue impulsado por las limitaciones físicas de los mecanismos por los cuales dos gametos se unen según lo requerido para la reproducción sexual.
En consecuencia, el sexo se define entre especies por el tipo de gametos producidos (es decir, espermas, esporas frente a óvulos) y las diferencias entre machos y hembras en un linaje no siempre predicen diferencias en otro.
El dimorfismo masculino/femenino entre organismos u órganos reproductores de diferentes sexos no se limita a los animales; Los gametos masculinos son producidos por hongos, plantas y protistas. En las plantas, la hembra y el macho designan no sólo las estructuras y los organismos productores de gametos femeninos y masculinos, sino también las esporas de los esporófitos que dan lugar a las plantas masculinas y femeninas.
El esperma es el gameto del macho. Los animales producen espermas móviles con una cola conocida como flagelo, que se conocen como espermatozoides, mientras que los hongos y los protozoos producen espermas inmóviles, conocidos como espermatos. Las plantas y las algas producen espermas biflagelados conocidos como anterozoides. Las plantas con flores contienen espermas inmóviles dentro del polen, mientras que las plantas más basales como los helechos, las gimnospermas y las briófitas tienen espermas móviles.

## Símbolo, etimología y uso

### Símbolo
Un símbolo común utilizado para representar el sexo masculino es el símbolo de Marte ♂, un círculo con una flecha apuntando noreste.  El punto de código Unicode es:
U+2642 ♂ SIGNO MASCULINO
El símbolo es idéntico al símbolo planetario de Marte. Fue utilizado por primera vez para indicar el sexo por Carl Linnaeus en 1751. El símbolo se ve a veces como una representación estilizada del escudo y la lanza del dios romano Marte. Según William T. Stearn, sin embargo, esta derivación es "fantasiosa" y toda la evidencia histórica favorece "la conclusión del erudito clásico francés Claude de Saumaise (Salmasius, 1588–1683)" de que deriva de θρ, la contracción de un nombre griego para el planeta Marte, que es Thouros. 

### Etimología
Tomado del francés antiguo masle, del latín masculus ("masculino, varón, digno de un hombre"), diminutivo de mās ("persona o animal macho, varón").

### Uso
En los seres humanos, la palabra masculino puede utilizarse en el contexto del género, como para el rol de género o la identidad de género de un varón o niño. Por ejemplo, según Merriam-Webster, "masculino" puede referirse a "tener una identidad de género opuesta a la femenina". Según el Diccionario de Cambridge, "masculino" puede significar "perteneciente o relativo a los hombres".
Macho también puede referirse a una forma de conectores.

## Determinación de un macho
El sexo de un organismo en particular puede estar determinado por varios factores. Estos pueden ser genéticos o ambientales, o pueden cambiar naturalmente durante el ciclo de vida de un eucariota. Aunque la mayoría de las especies tienen sólo dos sexos (macho o hembra), los animales hermafroditos, como los gusanos o caracoles, tienen órganos reproductores tanto masculinos como femeninos.

### Determinación genética
La mayoría de los animales, incluidos los humanos, están genéticamente determinados como tales por el sistema de determinación del sexo XY, en el que los machos tienen un cromosoma sexual XY (en lugar de XX). También es posible en una variedad de especies, incluidos los humanos, ser macho XX o tener otros cariotipos. Durante la reproducción, un macho puede dar un esperma X o un esperma Y, mientras que una hembra solo puede dar un óvulo X. Un espermatozoide Y y un óvulo X producen un macho, mientras que un espermatozoide X y un óvulo X producen una hembra.
La parte del cromosoma Y responsable de los machos es la región del cromosoma Y que determina el sexo, el SRY. El SRY activa Sox9, que forma bucles de retroalimentación con FGF9 y PGD2 en las gónadas, lo que permite que los niveles de estos genes se mantengan lo suficientemente altos para provocar el desarrollo masculino; por ejemplo, Fgf9 es responsable del desarrollo de los cordones espermáticos y la multiplicación de las células de Sertoli, los cuales son cruciales para el desarrollo sexual masculino.
El sistema de determinación del sexo ZW, donde los machos tienen un cromosoma sexual ZZ (a diferencia de ZW) se puede encontrar en aves y algunos insectos (principalmente lepidópteros) y otros eucariotas. Los insectos himenópteros como las hormigas y abejas, a menudo están determinados por la haplodiploidía, donde la mayoría de los machos son haploides y las hembras y algunos machos estériles son diploides.

### Determinación ambiental
En algunas especies de reptiles, como los caimanes, el sexo está determinado por la temperatura a la que se incuba el huevo. Otras especies, como algunos caracoles, practican el cambio de sexo: los adultos comienzan siendo machos y luego se convierten en hembras. En los peces payasos tropicales, el individuo dominante de un grupo se convierte en hembra, mientras que los demás son machos.
En algunos artrópodos, el sexo está determinado por la infección. Las bacterias del género Wolbachia alteran su sexualidad; algunas especies consisten enteramente en individuos ZZ, con el sexo determinado por la presencia de Wolbachia.
En los protozoos el sexo así como la asexualidad están determinadas por la condición ambiental. En los protozoos cuando el ambiente es favorable la reproducción predominante es la asexual, sin embargo cuando las condiciones son desfavorables como en ausencia de alimento, la reproducción sexual se vuelve dominante jugando un papel en la determinación del sexo.

## Evolución
La evolución de la reproducción sexual describe cómo los animales, plantas, hongos y protistas que se reproducen sexualmente podrían haber evolucionado a partir de un ancestro común que era un organismo eucariota unicelular. La reproducción sexual está muy extendida en Eukarya, aunque algunas especies eucariotas han perdido secundariamente la capacidad de reproducirse sexualmente y algunas plantas y animales se reproducen de forma rutinaria asexualmente (por apomixis paterna y androgénesis) sin haber perdido por completo el sexo. La evolución del sexo contiene dos temas relacionados pero distintos: su origen y su mantenimiento.